# Zasloužilý pracovník civilní obrany Ukrajiny
Zasloužilý pracovník civilní obrany Ukrajiny (ukrajinsky Заслужений працівник цивільного захисту України) je čestný titul Ukrajiny založený roku 2010. Poprvé byl udělen v roce 2012. Udílen je v souladu se zákonem Ukrajiny O státních vyznamenáních Ukrajiny.

## Historie a pravidla udílení
Čestný titul Zasloužilý pracovník civilní obrany byl založen dne 20. ledna 2010. Může být udělen občanům Ukrajiny, cizincům i lidem bez státní příslušnosti, nelze jej však udělit posmrtně.
Poprvé byl tento čestný titul udělen 17. září 2012. Oceněni jím byli generálmajor civilní obrany Nikolaj Ivanovič Golovaš, generálmajor civilní obrany Sergej Jurijevič Dmitrovski a plukovník ve výslužbě Nikolaj Semjonovič Kusenko.

## Popis odznaku
Odznak se svým vzhledem podobá dalším odznakům čestných ukrajinských titulů v kategorii zasloužilý. Odznak má tvar oválného věnce spleteného ze dvou větviček vavřínových listů. Ve spodní části jsou větvičky spojeny stuhou. Uprostřed odznaku je nápis Заслужений працівник цивільного захисту. V horní části je věnec přerušen státním znakem Ukrajiny. Všechny nápisy i motivy jsou na odznaku vyraženy. Na zadní straně je spona umožňující jeho připnutí k oděvu. Odznak je vyroben ze stříbra.